# Bronisława Bronowska
Bronisława Bronowska, także Bronisława Bronowska-Woźniak, z domu Antoniak (ur. 31 grudnia 1891 w Warszawie, zm. 9 czerwca 1969 w Łodzi) – polska aktorka teatralna.

## Życiorys
Debiut teatralny miała w Teatrze Polskim w Poznaniu (1913), w którym grała do 1914. W 1914 występowała również w Ciechocinku, następnie do marca 1916 w Teatrze Robotniczym PPS w Warszawie, a później w warszawskim Teatrze Współczesnym, z którego zespołem w czerwcu 1916 występowała w Płocku. W czerwcu 1918 występowała w zespole Teatru Pola w Płocku, a następnie w latach 1918–1922 w Teatrze Powszechnym w Warszawie. W latach 1922–1938 występowała w teatrach łódzkich, m.in.: Polskim, Letnim, Bagateli, Kameralnym (1922–1923, 1930–1931, 1933–1938) i Popularnym (1923–1929). Wraz z zespołem łódzkiego Teatru Popularnego w 1933 występowała w Kaliszu, m.in. w wyreżyserowanej przez siebie sztuce „Żywot świętej Genowefy”. Latem 1938 występowała z aktorami łódzkich teatrów m.in. w: Bydgoszczy, Gdańsku, Płocku, Przemyślu, Stanisławowie i Tarnowie. W latach 1938–1939 występowała w Teatrze im. Wyspiańskiego w Katowicach. Podczas II wojny światowej pracowała jako szwaczka. Po okresie okupacji powróciła do gry w teatrach łódzkich. Występowała m.in. w: Teatrze Wojska Polskiego (1945–1949) i Teatrze Nowym (1949–1961).
W Teatrze Popularnym w Łodzi, grała głównie role amantek i bohaterek, w tym postaci takie jak m.in.: Prakseda („Karpaccy górale”), Helena („Ogniem i mieczem”), Oleńka („Kmicic”), Basia („Azja Tuhajbejowicz”), Anna („Tamten”), Jagienka („Krzyżacy”), Stefcia Rudecka („Trędowata”), oraz bohaterki tytułowe w „Barbarze Radziwiłłównie”, „Ligii” i „Małce Szwarcenkopf”. Na deskach Teatrów Miejskich w Łodzi wcielała się m.in. w role: Salomei („Horsztyński”), Hrabiny („Skalmierzanki”), Basi („Krakowiacy i Górale”), Marii („Lekkomyślna siostra”), Anny Moran („Ulica”), Podstoliny („Zemsta”), zaś w po II wojnie światowej w Teatrze Wojska Polskiego i Nowym wcielała się w postaci: Radczyni („Wilki w nocy”), Pani Jowialskiej („Pan Jowialski”), Podkomorzyni („Powrót posła”), Mrówczyńskiej („Szczęście Frania”), Alisy („Celestyna”), Kabanichy („Burza”), Babki („Latarnia”), Marii Józefy („Dom Bernardy Alby”) i Niańki („Nie-Boska komedia”). W Teatrze im. Wyspiańskiego w Katowicach, grywała m.in.: Dyndalską („Damy i huzary”), George Sand („Lato w Nohant”) i Annę Jagiellonkę („Król Stefan Batory”).

### Życie prywatne
Bronowska była córką Wojciecha i Magdaleny Antkowiak. Jej mężem był Stanisław Woźniak. Sama zaś na co dzień używała pseudonimu artystycznego, występując pod nazwiskiem Bronowska.
Została pochowana na cmentarzu na Mani w Łodzi.

## Odznaczenia
- Złoty Krzyż Zasługi[2]